# ジョージ・イーデン (初代オークランド伯爵)
初代オークランド伯爵ジョージ・イーデン（英: George Eden, 1st Earl of Auckland,GCB PC、1784年8月25日 - 1849年1月1日）は、イギリスの政治家・植民地行政官。バス勲章ナイト・グランド・クロス勲爵士、枢密顧問官。
三度にわたって海軍卿（First Lord of the Admiralty）となったほか、1836年から1842年までインドの総督を務めた。

## 経歴
政治家・外交官である初代オークランド男爵ウィリアム・イーデンと、サー・ギルバート・エリオット準男爵の娘エレノアの間に次男として、ケント州のベッケンナムで生まれた。妹に日記作家・小説家のエミリー・イーデンがいる。
イートン・カレッジを経てオックスフォード大学のクライスト・チャーチで教育を受け、1806年に学士、1808年に修士の学位を取得。次いでリンカーン法曹院で学び、1809年に法廷弁護士の資格を取得した。
1810年に長兄のウィリアムがテムズ川で入水自殺したため、オックスフォードシャー州のウッドストック選挙区から政界入りした。1810年から1812年まで、および1813年からオークランド男爵を相続し貴族院に移る1814年まで、同区選出の庶民院議員を務めた。1830年、第2代グレイ伯爵チャールズ・グレイの内閣において商務庁長官および王立造幣局長に任じられた。1834年に辞任したサー・ジェイムズ・グラハム準男爵の後を継いで海軍卿となり入閣した。1835年の第2代メルバーン子爵ウィリアム・ラムの第2次内閣においても海軍卿となった。在任中、彼はウィリアム・ホブソンに東インド諸島への航海を指示した。後に初代ニュージーランドの総督となったホブソンは、ニュージーランドの首都を彼にちなんでオークランドと名づけている。
1830年に枢密顧問官に列せられ、1835年にバス勲章ナイト・グランド・クロスを授けられた。
1836年、インドの総督に任命。彼は内政においてインド人の学校の改善や商工業の発展に注力したが、イギリス帝国とロシア帝国のグレート・ゲームはその仕事を中断させた。バーラクザイ朝を興したドースト・ムハンマド・ハーンがロシアへ接近していると判断し、1838年10月にシムラー宣言を発してアフガニスタンへ出兵した（第一次アフガン戦争）。緒戦の勝利の後に「カウンティ・オヴ・サリーにおけるノーウッドのイーデン男爵」（Baron Eden, of Norwood, in the county of Surrey）および「オークランド伯爵」（Earl of Auckland; ともに連合王国貴族）に叙されたが、最終的にアフガニスタンの戦況は悲惨なものとなった。1842年に総督職を第2代エレンバラ男爵エドワード・ロウに譲り、翌1843年にイギリスへ帰国した。
1846年、ジョン・ラッセル卿の第1次内閣においてみたび海軍卿として入閣し、3年後に没するまでその職にあった。1849年の元日に死去。未婚であったため、オークランド伯爵位は断絶、オークランド男爵位は弟のロバートが相続した。